# Liste niederländischer Zeitungen

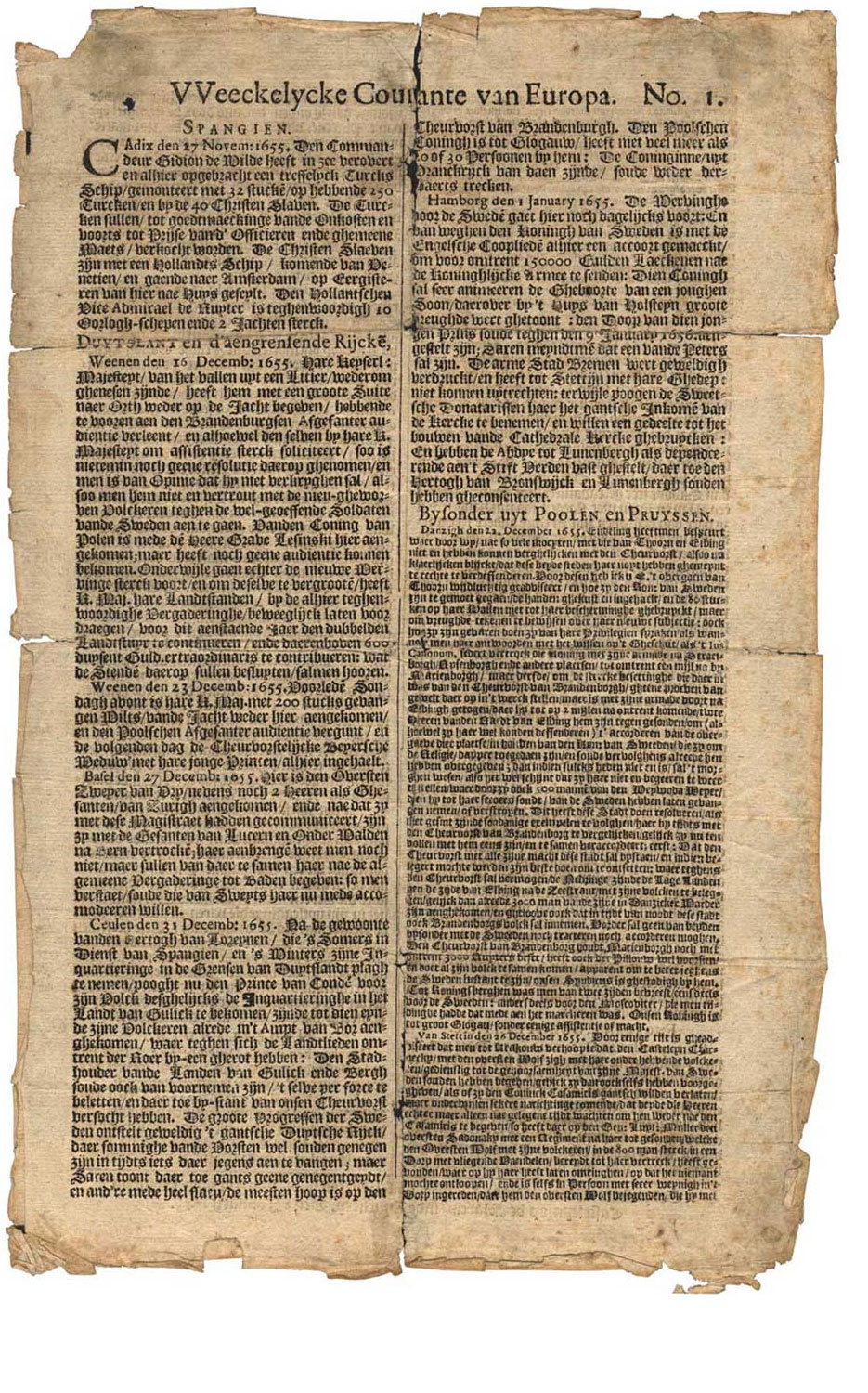
Erstausgabe der Weeckelycke Courante van Europa von 1656

Zeitungen haben in den Niederlanden einen hohen Stellenwert. Die Auflagen liegen europaweit umgerechnet auf die Bevölkerungszahl mit an der Spitze, woran sich bislang (Stand 2007) auch nichts durch den Auflagenverfall der Bezahlzeitungen geändert hat, der nach der Jahrtausendwende durch die neue Konkurrenz des Internets und der Gratiszeitungen eingesetzt hat. Da als Reaktion darauf die beiden größten Verlage ebenfalls Gratiszeitungen herausbrachten, sind diese heute wichtige Bestandteile der niederländischen Medienkultur.
Das älteste bekannte Exemplar einer gedruckten niederländischen Zeitung ist eine am 14. Juni 1618 erschienene Ausgabe der Courante uyt Italien, Duytslandt, &c. Die älteste noch erscheinende niederländische Zeitung und die zweitälteste noch erscheinende der Welt ist das Haarlems Dagblad, das 1942 während der deutschen Besetzung der Niederlande mit dem Oprechte Haarlemse Courant zwangsfusioniert wurde, dessen Erstausgabe 1656 unter dem Namen Weeckelycke Courante van Europa herauskam.
Eine bedeutende Wochenzeitung wie Die Zeit oder den Observer gibt es in den Niederlanden nicht. Der vereinzelte Versuch, Sonntagsausgaben zu etablieren, scheiterte zuletzt beim überregionalen Telegraaf bzw. dem regionalen De Twentsche Courant Tubantia.
Die Zeitungsverlage mit dem größten Marktanteil sind De Persgroep Nederland, die Telegraaf Media Groep und Wegener. Andere Verlage folgen mit deutlichem Abstand bzw. geben nur eine einzige Zeitung heraus. Eine in Europa recht eigentümliche Situation besteht darin, dass PCM Uitgevers (später von De Persgroep übernommen) zum Monopolisten im Bereich der überregionalen Qualitätszeitungen werden konnte, ohne dass das Kartellamt dagegen eingeschritten ist. Auch ist es ungewöhnlich, dass dadurch Zeitungen mit jeweils unterschiedlicher politischer Ausrichtung unter einem Dach erscheinen.
Wie in anderen Ländern auch fanden in den Niederlanden im 20. Jahrhundert starke Konzentrationsprozesse statt, die die Zahl der Zeitungen erheblich reduziert haben. Seit der Jahrtausendwende gibt es auch einen Trend zur Umstellung auf das Tabloid-Format.
Eine deutschsprachige Presse in den Niederlanden hat es nur bis zum Ende des Zweiten Weltkriegs gegeben, von wenigen kurzlebigen Ausnahmen seit 1945 abgesehen.

## Meilensteine

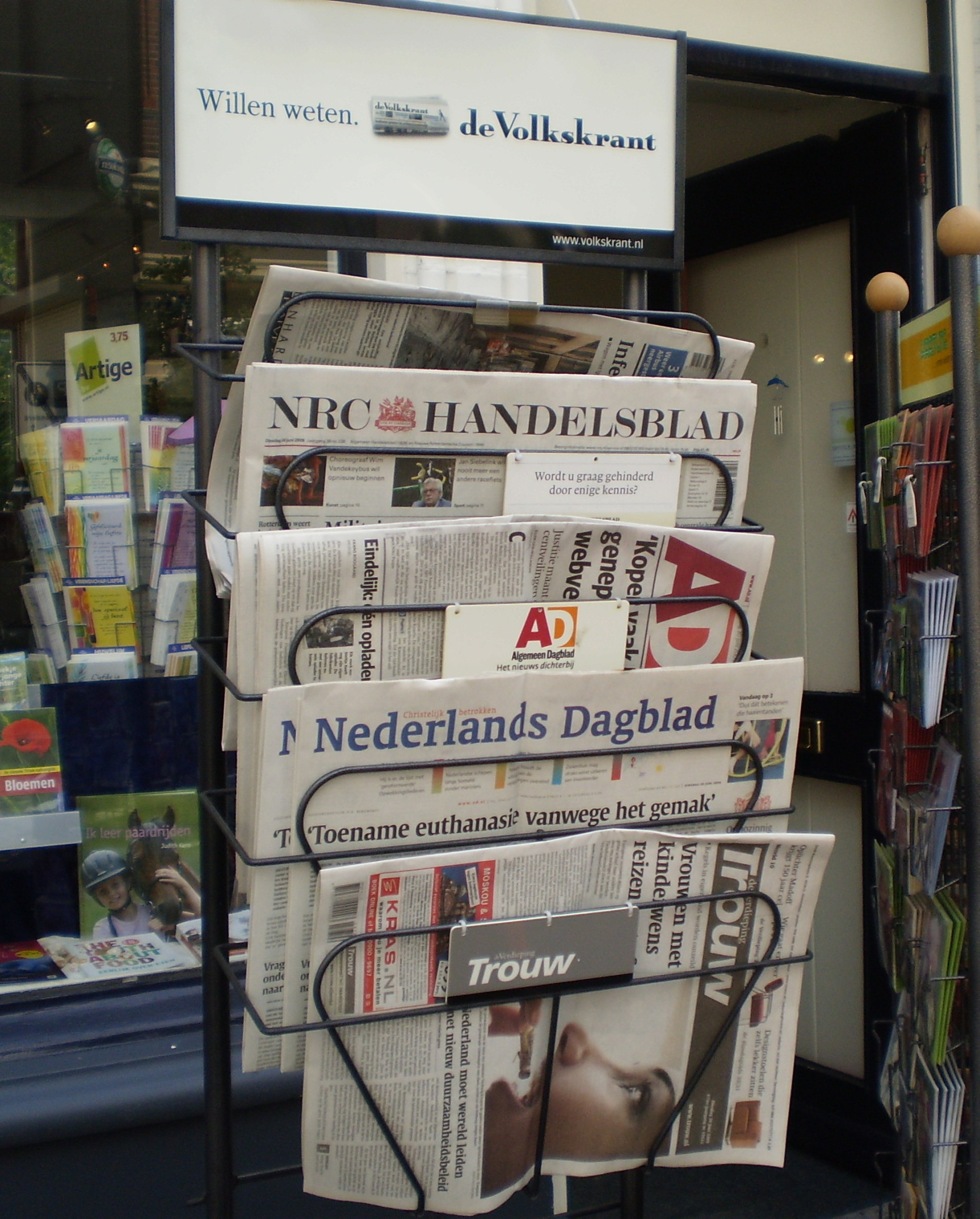
Gestell mit niederländischen Zeitungen

- 1618: Ältestes bekanntes Exemplar einer gedruckten Zeitung (Courante uyt Italien, Duytslandt, &c.)
- 1626: Erste gedruckte Zeitungsanzeige (Jansz' Tydinghen uyt Verscheyde Quartieren)
- 1656: Erstausgabe der Weeckelycke Courante van Europa, der ältesten noch erscheinenden Zeitung
- 1830: Das Algemeen Handelsblad wird zur ersten Tageszeitung (zuvor zweimal wöchentlich erschienen)
- 1833: Gründung der ersten privaten Presseagentur durch Isaac Belinfante
- 1869: Der seit 1812 bestehende Zeitungsstempel wird abgeschafft, dadurch starke Belebung der Zeitungsvielfalt
- 1877: Erste Farbillustration in einer Zeitung (Algemeen Handelsblad)
- 1877: Erste Zeitung mit einer Morgen- und Abendausgabe (Nieuwe Rotterdamsche Courant)
- 1878: Erste Verwendung einer Rotationspresse (Nieuwe Rotterdamsche Courant)
- 1884: Henriëtte van der Meij wird die erste festangestellte Journalistin einer Zeitung (Middelburgsche Courant)
- 1885: Der wahrscheinlich[5] erste Korrespondent nimmt in Paris seine Arbeit auf (Algemeen Handelsblad)
- 1922: Erste externe Prüfung der Auflage einer Tageszeitung (De Courant)
- 1990: Erster Ombudsmann bei einer Tageszeitung (De Gelderlander)
- 1994: Erste Zeitung im Internet (Eindhovens Dagblad)
- 1999: Erste landesweite Gratiszeitungen mit redaktionellem Inhalt (Metro und Sp!ts)

## Überregionale Tageszeitungen

### Erklärung
- Name: Heutiger Name der Zeitung. Manche Zeitungen haben Vorläufer oder wurden im Laufe der Zeit umbenannt. Die Homepage ist durch eine Referenz hinter dem Namen aufgeführt.
- Seit: Jahr, in dem die Erstausgabe erschien. Bei mehreren Vorläuferzeitungen ist das der ältesten angegeben.
- Verlag: Herausgebender Verlag der Zeitung. In Einzelfällen Joint-Ventures verschiedener Verlage.
- Redaktionssitz: Redaktionelles Hauptbüro. Muss nicht mit dem Verlagssitz übereinstimmen.
- Auflage (Print): Bei den Zeitungen, die keine Gratiszeitungen sind, ist die bezahlte Auflage angegeben. Diese ist naturgemäß geringer als die verbreitete Auflage. Bei den Gratiszeitungen steht die verbreitete Auflage, da es in diesem Fall keine bezahlte Auflage geben kann. Die Auflagenzahlen wurden vom Oplage Instituut ermittelt. Stand Q1/2008.
- Auflage (E-Ztg.): Sofern die Zeitung eine elektronische Ausgabe hat und deren Auflage veröffentlicht wird, ist letztere hier aufgeführt. Die Zahl stammt wie bei der Printausgabe vom Oplage Instituut. Stand Q1/2008.
- Typ: Tageszeit, wann die Zeitung erscheint: MZ = Morgenzeitung, AZ = Abendzeitung.
- Format: Gibt das Zeitungsformat an. In den Niederlanden ist entweder das größere Broadsheet-Format oder das kompakte Tabloid-Format üblich. Seit dem Jahrtausendwechsel haben einige Qualitätszeitungen vom Broadsheet auf das Tabloid-Format umgestellt.
- Anmerkungen: Erwähnenswertes wie Vorläuferzeitungen, Gratiszeitung, zwischenzeitlicher Erscheinungsstop u. a.

| Name                    | Seit | Verlag                                         | Redaktionssitz | Auflage (Print) | Auflage (E-Ztg.) | Typ | Format     | Anmerkungen                                                                 |
| ----------------------- | ---- | ---------------------------------------------- | -------------- | --------------- | ---------------- | --- | ---------- | --------------------------------------------------------------------------- |
| AD                      | 1946 | Joint Venture De Persgroep Nederland / Wegener | Rotterdam      | 413.993         |                  | MZ  | Tabloid    | bis 2005 Algemeen Dagblad                                                   |
| Agrarisch Dagblad       | 1986 | Reed Business                                  | Doetinchem     | 9.929           |                  | MZ  | Tabloid    | Fachblatt für Landwirtschaft und Gartenbau, nur im Abonnement erhältlich    |
| Cobouw                  | 1857 | Sdu                                            | Den Haag       | 11.720          |                  | MZ  | Tabloid    | Fachblatt für das Bauwesen, nur im Abonnement erhältlich                    |
| Het Financieele Dagblad | 1943 | FD Mediagroep                                  | Amsterdam      | 55.849          |                  | MZ  | Broadsheet | Fusionszeitung aus - Amsterdamsch Effectenblad - De Dagelijkse Beurscourant |
| metro                   | 1999 | Metro International                            | Amsterdam      | 553.021         | 106.719          | MZ  | Tabloid    | Gratiszeitung                                                               |
| Nederlands Dagblad      | 1944 | Nederlands Dagblad BV                          | Barneveld      | 31.645          | 756              | MZ  | Broadsheet | ursprünglich Untergrundzeitung                                              |
| NRC Handelsblad         | 1970 | Mediahuis                                      | Amsterdam      | 204.572         | 6.453            | AZ  | Tabloid    | Fusionszeitung aus - Algemeen Handelsblad - Nieuwe Rotterdamsche Courant    |
| nrc.next                | 2006 | Mediahuis                                      | Amsterdam      | 64.715          |                  | MZ  | Tabloid    | Ableger des NRC Handelsblad                                                 |
| Reformatorisch Dagblad  | 1971 | Erdee Media Groep                              | Apeldoorn      | 54.466          | 1.824            | AZ  | Broadsheet | Website war bis 2007 sonntags geschlossen                                   |
| Sp!ts                   | 1999 | Telegraaf Media Groep                          | Amsterdam      | 457.619         |                  | MZ  | Tabloid    | Gratiszeitung                                                               |
| De Telegraaf            | 1893 | Telegraaf Media Groep                          | Amsterdam      | 625.405         |                  | MZ  | Tabloid    | 1945–1949 verboten                                                          |
| Trouw                   | 1943 | De Persgroep Nederland                         | Amsterdam      | 93.524          |                  | MZ  | Tabloid    | ursprünglich Untergrundzeitung                                              |
| de Volkskrant           | 1919 | De Persgroep Nederland                         | Amsterdam      | 236.364         | 33.899           | MZ  | Tabloid    | November 1941 - April 1945 nicht erschienen                                 |

## Überregionale Wochenzeitungen
| Name             | Seit | Verlag                 | Redaktionssitz | Auflage (Print) | Auflage (E-Ztg.) | Typ | Format  | Anmerkungen                                                               |
| ---------------- | ---- | ---------------------- | -------------- | --------------- | ---------------- | --- | ------- | ------------------------------------------------------------------------- |
| 7Days            | 2003 | De Persgroep Nederland | Amsterdam      | 40.000          |                  | MZ  | Tabloid | Zeitung für Kinder von 11 bis 15                                          |
| Volkskrant Banen | 2006 | De Persgroep Nederland | Amsterdam      | 135.585         |                  | MZ  | Tabloid | Gratiszeitung, Ableger von de Volkskrant mit Schwerpunkt Beruf & Karriere |

## Regionalzeitungen
| Name                          | Seit | Verlag                     | Redaktionssitz                             | Auflage (Print) | Auflage (E-Ztg.) | Typ | Format     | Anmerkungen |
| ----------------------------- | ---- | -------------------------- | ------------------------------------------ | --------------- | ---------------- | --- | ---------- | --- |
| Barneveldse Krant             | 1871 | Koninklijke BDU Uitgeverij | Barneveld                                  | 9.913           |                  | AZ  | Tabloid    | |
| BN DeStem                     | 1998 | Wegener                    | Breda                                      | 111.800         |                  | MZ  | Tabloid    | Fusionszeitung aus - Brabants Nieuwsblad - De Stem                                                                               |
| Brabants Dagblad              | 1771 | Wegener                    | ’s-Hertogenbosch                           | 126.653         |                  | MZ  | Tabloid    | Ältester Vorläufer Eerste 's-Hertogenbossche Dinsdagse (en Vrydagse) Courant                                                     |
| Dagblad De Limburger          | 1996 | Media Groep Limburg        | Sittard, seit September 2022 in Maastricht | 131.250         |                  | MZ  | Tabloid    | Fusionszeitung aus - Dagblad voor Noord-Limburg - de Limburger                                                                   |
| Dagblad van het Noorden       | 2002 | NDC Mediagroep             | Groningen                                  | 134.303         | 15.281           | MZ  | Broadsheet | Fusionszeitung aus - Drentse Courant - Groninger Dagblad Stad - Nieuwsblad van het Noorden                                       |
| Eindhovens Dagblad            | 1912 | Wegener                    | Eindhoven                                  | 105.866         |                  | MZ  | Tabloid    | |
| Friesch Dagblad               | 1903 | Friesch Dagblad Holding    | Leeuwarden                                 | 14.577          |                  | AZ  | Broadsheet | |
| De Gelderlander               | 1848 | Wegener                    | Nijmegen                                   | 149.455         |                  | MZ  | Tabloid    | |
| De Gooi- en Eemlander         | 1871 | HDC Media                  | Hilversum                                  | 26.814          |                  | MZ  | Broadsheet | |
| Haarlems Dagblad              | 1656 | HDC Media                  | Haarlem                                    | 39.158          |                  | MZ  | Broadsheet | 1942 Zwangsfusion mit dem Oprechte Haarlemse Courant                                                                             |
| Leeuwarder Courant            | 1752 | NDC Mediagroep             | Leeuwarden                                 | 91.036          | 13.262           | AZ  | Broadsheet | |
| Leidsch Dagblad               | 1860 | HDC Media                  | Leiden                                     | 31.439          |                  | MZ  | Broadsheet | |
| Limburgs Dagblad              | 1918 | Media Groep Limburg        | Sittard                                    | 46.209          |                  | MZ  | Tabloid    | |
| Noordhollands Dagblad         | 1799 | HDC Media                  | Alkmaar                                    | 135.588         |                  | MZ  | Broadsheet | 8 Lokalausgaben |
| Het Parool                    | 1941 | Het Parool                 | Amsterdam                                  | 64.251          |                  | AZ  | Tabloid    | Ursprünglich Untergrundzeitung. War früher überregional, wurde in den 1990er Jahren in eine Amsterdamer Stadtzeitung umgewandelt |
| PZC                           | 1758 | Wegener                    | Goes                                       | 52.090          |                  | MZ  | Tabloid    | bis 1929 Middelburgsche Courant                                                                                                  |
| de Stentor                    | 2003 | Wegener                    | Zwolle                                     | 127.837         |                  | MZ  | Tabloid    | 9 Lokalausgaben, älteste Ausgabe Zwolsche Courant seit 1790                                                                      |
| De Twentsche Courant Tubantia | 1996 | Wegener                    | Enschede                                   | 111.584         |                  | MZ  | Tabloid    | Fusionszeitung aus - Dagblad Tubantia - De Twentsche Courant                                                                     |
| IJmuider Courant              | 1916 | HDC Media                  | IJmuiden                                   | 7.000           |                  | MZ  | Broadsheet | Fusionszeitung zweier Anzeigenblätter                                                                                            |

## Frühere bedeutende überregionale Tageszeitungen

### Erklärung
- Bis: Die hier angegebene Jahreszahl gibt das letztmalige Erscheinen unter dem zuvor genannten Namen an. Neben einer Einstellung kann die Zeitung auch mit einer anderen fusioniert oder in diese eingegangen sein.
- Höchste Auflage: Die Werte sind gerundet, genaue Angaben stehen im jeweiligen Artikel. In den verwendeten Quellen sind die Auflagenzahlen nicht für jedes einzelne Jahr aufgeführt, daher kann der tatsächliche Höchstwert etwas abweichen. Da jedoch in der Regel Auflagen nicht sprunghaft in hohem Maße steigen oder fallen, können die hier angegebenen Zahlen dennoch als ungefährer Richtwert dienen. (Auflagen nach Jan van der Plasse: Kroniek van de Nederlandse dagblad- en opiniepers, S. 192–200, außer De Tijd, S. 103. Die Deutsche Zeitung in den Niederlanden nach Gabriele Hoffmann, NS-Propaganda in den Niederlanden, S. 89. Het Nationale Dagblad nach René Vos, Niet voor publicatie, S. 465. Siehe auch den Abschnitt „Literatur“)

### Bis 1945 letztmals erschienene Tageszeitungen
| Name                                 | Von  | Bis  | Sitz      | Höchste Aufl.       | Beschreibung |
| ------------------------------------ | ---- | ---- | --------- | ------------------- | --- |
| Deutsche Zeitung in den Niederlanden | 1940 | 1945 | Amsterdam | 55.000              | Wurde während der deutschen Besatzung der Niederlande im Zweiten Weltkrieg herausgegeben, um sowohl Niederländer als auch sich im Land aufhaltende Deutsche im nationalsozialistischen Sinn zu beeinflussen. Sollte als Leitmedium für die anderen Zeitungen des Landes dienen und hatte aufgrund einer garantierten Mindestabnahmemenge eine relativ hohe Verbreitung. Stellte zum Kriegsende das Erscheinen ein. |
| Het Nationale Dagblad                | 1936 | 1945 | Amsterdam | 100.000 (Erstausg.) | Parteizeitung der niederländischen Nationalsozialisten NSB. Vertrat unter ihrem ersten Chefredakteur Meinoud Rost van Tonningen im Gegensatz zu ihrer Schwesterzeitung Volk en Vaderland einen völkisch-annexionistischen, d. h. äußerst prodeutschen Kurs und konnte zu keiner Zeit an den Erfolg der letzteren anschließen. Erhielt nach dem Zweiten Weltkrieg ein 75-jähriges Erscheinungsverbot.               |
| Voorwaarts                           | 1920 | 1945 | Rotterdam | 60.000              | 1920 als Schwesterzeitung von Het Volk gegründet und damit Parteizeitung der SDAP. Wurde Ende der 1930er Jahre in eine Regionalzeitung umgewandelt. Stellte im Anschluss an den Zweiten Weltkrieg zugunsten der nun Het Vrije Volk heißenden Schwesterzeitung das Erscheinen ein. |
| De Standaard                         | 1872 | 1944 | Amsterdam | 35.000              | Von Abraham Kuyper gegründet, der auch jahrzehntelang Chefredakteur war. Kuyper wurde später auch Gründer der Partei ARP und Ministerpräsident der Niederlande. Sein Nachfolger Hendrikus Colijn wurde ebenfalls Ministerpräsident. ARP-Parteiorgan und damit anti-sozialistisch und -liberal. Überließ nach dem Zweiten Weltkrieg freiwillig der ARP-nahen Zeitung Trouw das Feld.                                |

### In den Jahren 1946 bis 1999 letztmals erschienene Tageszeitungen
| Name                               | Von  | Bis  | Sitz      | Höchste Aufl. | Beschreibung |
| ---------------------------------- | ---- | ---- | --------- | ------------- | --- |
| Algemeen Handelsblad               | 1828 | 1970 | Amsterdam | 65.000        | 1830 die erste niederländischsprachige Tageszeitung, seit 1882 mit zwei Ausgaben täglich. Entsandte 1885 als eine der ersten niederländischen Zeitungen einen Korrespondenten ins Ausland. Liberal ausgerichtet, wurde das Blatt während der dt. Besatzung im Zweiten Weltkrieg nazifiziert. Fusionierte 1970 aufgrund seiner schwierigen finanziellen Situation mit dem politisch gleichgesinnten Nieuwe Rotterdamsche Courant zum NRC Handelsblad. |
| Het Centrum                        | 1884 | 1971 | Utrecht   | 20.000        | Vor dem Ersten Weltkrieg die auflagenstärkste katholische Tageszeitung. Stellte während der deutschen Besatzung im Zweiten Weltkrieg 1941 das Erscheinen ein und wurde nach dem Krieg in Utrechts Katholiek Dagblad umbenannt. Fusionierte 1955 mit dem Amersfoorts Katholiek Dagblad und erhielt wieder den alten Namen. 1971 nach der Übernahme durch das Utrechts Nieuwsblad eingestellt.                                                         |
| De Courant/ Het Nieuws van den Dag | 1893 | 1998 | Amsterdam | 380.000       | Seit 1896 Kopfzeitung von De Telegraaf. Wurde 1902 zusammen mit diesem von Hak Holdert übernommen, der weitere hinzugekaufte Zeitungen in das Blatt integrierte oder einstellte, und mit der Zeit zur ersten Massenzeitung der Niederlande. Durfte von 1945 bis 1949 als Kollaborationszeitung nicht erscheinen. Gab anschließend die Rolle als Massenmedium an den Telegraaf ab. Seit 1982 Amsterdamer Lokalzeitung, 1998 eingestellt.              |
| De Maasbode                        | 1868 | 1959 | Rotterdam | 100.000       | Katholische Zeitung, die die damalige liberale und protestantische Vorherrschaft im Land bekämpfen sollte. Seit 1885 Tageszeitung und seit 1908 mit zwei Ausgaben am Tag. 1940 Zerstörung des Verlagsgebäudes während der Bombardierung von Rotterdam durch die Deutschen, 1941 durch die letzteren verboten. Erschien seit 1945 wieder, vermochte sich aber nicht auf die neue Zeit einzustellen und wurde 1959 vom Konkurrenten De Tijd gekauft.   |
| Nieuwe Rotterdamsche Courant       | 1844 | 1970 | Rotterdam | 60.000        | War bis 1883 die einzige morgens erscheinende Tageszeitung des Landes, seit 1877 auch als erste niederländische Zeitung mit zwei Ausgaben am Tag. Entwickelte sich mit der Zeit zu einem liberalen Renommierblatt. Fusionierte 1970 aufgrund seiner schwierigen wirtschaftlichen Lage mit dem ebenfalls liberalen Amsterdamer Algemeen Handelsblad.                                                                                                  |
| De Tijd                            | 1845 | 1990 | Amsterdam | 110.000       | Katholische Zeitung, profitierte im Zweiten Weltkrieg durch das Verbot des Maasbode. Kaufte 1959 letzteren und hieß bis 1965 De Tijd-De Maasbode, nahm dann aber wieder den alten Namen an. Erschien seit 1974 nur noch wöchentlich und fusionierte 1990 mit dem HP Magazine, Fortsetzung der 1914 erstmals erschienenen Haagsche Post, zur bis heute erscheinenden politischen Wochenzeitschrift HP/De Tijd.                                        |
| Het Vrije Volk                     | 1900 | 1991 | Amsterdam | 360.000       | 1900 unter dem Namen Het Volk als Organ der SDAP gegründet, erschien seit 1945 unter dem Namen Het Vrije Volk. Von 1945 bis 1970 fast durchgehend die auflagenstärkste überregionale Qualitätszeitung der Niederlande. War seit 1971 Rotterdamer Lokalzeitung und fusionierte 1991 mit dem Rotterdams Nieuwsblad zum Rotterdams Dagblad. |
| De Waarheid                        | 1940 | 1990 | Amsterdam | 340.000       | Erschien 1940 das erste Mal während der deutschen Besatzung im Zweiten Weltkrieg als illegale Untergrundzeitung der Kommunistischen Partei der Niederlande CPN, seit 1945 landesweit legal. War nach dem Zweiten Weltkrieg kurzzeitig die auflagenstärkste Zeitung der Niederlande, verlor dann aber massiv an Bedeutung. Lange Zeit stark moskauhörig, stellte sie 1990 ihr Erscheinen ein.                                                         |

### Seit 2000 letztmals erschienene Tageszeitungen
| Name          | Von  | Bis  | Sitz      | Höchste Aufl. | Beschreibung |
| ------------- | ---- | ---- | --------- | ------------- | --- |
| DAG           | 2007 | 2008 | Amsterdam | 400.000       | Gratiszeitung, von De Persgroep Nederland und KPN in einem Joint-Venture herausgegeben. Konnte sich gegen die anderen überregionalen Gratiszeitungen des Landes nicht behaupten. Erschien noch bis 2009 online. |
| Staatscourant | 1814 | 2009 | Den Haag  | 10.000        | Staatliches Bekanntmachungsorgan, wird jetzt im Internet publiziert, außerdem erscheint noch eine wöchentliche Ausgabe.                                                                                         |
| De Pers       | 2007 | 2012 | Amsterdam | 440.000       | Gratiszeitung |

### Niederländisch
Allgemein
- Hermanus Anthoni Goedhart: De pers in Nederland, Nederlandsche uitgerverij Opbouw, Amsterdam 1943
- Joan Hemels: De Nederlandse pers voor en na de afschaffing van het dagbladzegel in 1869, Van Gorcum, Assen 1969
- Joan Hemels, Marteen Schneider: De Nederlandse krant 1618–1978, Ambo, Baarn 1979, ISBN 90-293-9661-X
- John Kooy: Het boek van de pers, De Haan, Utrecht (über die internationale Presse vor dem Zweiten Weltkrieg)
- Jan van de Plasse: Kroniek van de Nederlandse dagblad- en opiniepers / samengesteld door Jan van de Plasse. Red. Wim Verbei, Otto Cramwinckel Uitgever, Amsterdam 2005, ISBN 90-75727-77-1. (frühere Ausgabe: Jan van de Plasse, Kroniek van de Nederlandse dagbladpers, Cramwinckel, Amsterdam 1999, ISBN 90-75727-25-9)

Regional
- H.P. Abrahams: De pers in Zeeland, 1758–1900, Nijhoff, Den Haag 1912
- Jan Maarten Pekelharing: De Nieuwsbladpers in Nederland. Ontwikkeling van de lokale pers aan de hand van zestig jaar NNP (1945-2005), Amsterdam, Boom 2005, ISBN 90-850611-8-0
- Tony van der Meulen: Dichtbij. Regionale Kranten in Nederland, SDU, Den Haag 1997, ISBN 90-12-08434-2

Presse und Politik
- H. J. Prakke: Pers en politieke elite, Van Gorcum, Assen 1954
- Gerard van Westerloo: Pers en politiek, De ploeg communicatie, Deventer 2005, ISBN 90-810249-1-4

Pressefreiheit
- Casper Peter Aubel: Persoon en Pers. Over onrechtmatige aantasting van persoonsbelangen door perspublikaties, Kluwer, Deventer 1968
- Jan Blokker: De kroon en de mestvork - Enige opmerkingen over de pers en haar vrijheden, De Harmonie, Amsterdam 1992, ISBN 90-6169-435-3
- A. den Doolaard: Pers en persvrijheid, Querido, Amsterdam 1974, ISBN 90-214-1337-X
- Joan Hemels: Op de bres voor de pers. De strijd voor de klassieke persvrijheid, Assen, Van Gorcum, 1969

Organisation, Berufskultur, Journalisten
- Jo Bardoel, Frank van Vree, Chris Vos und Huub Wijfjes: Journalistieke cultuur in Nederland, Amsterdam University Press, Amsterdam 2002, ISBN 90-5356-528-0
- J.A. Baggerman, Joan Hemels: Verzorgd door het ANP, Utrecht/Antwerpen 1985, ISBN 90-204-2505-6
- Piet Hagen: Journalisten in Nederland. Een Persgeschiedenis in portretten. Uitgeverij De Arbeiderspers, Amsterdam u. Antwerpen 2002, ISBN 90-295-2222-4
- Joan Hemels: De krant in bedrijf. 75 jaar samenwerking en samenleving, Ambo, Baarn 1983, ISBN 90-263-0628-8
- Joan Hemels: Het nieuws samengepakt. Dertig jaar stichting Pers Unie, Zwolle, Stichting Pers Unie, 1994, ISBN 90-71894-67-3
- Martin van Amerongen, Jan Blokker und Herman van Run: Luizen in de pels. 100 Jaar journalistiek in Nederland, Raamgracht, Amsterdam 1984, ISBN 90-6287-991-8
- Jan van Cuilenburg: Tussen krantebedrijf en mediaconcern: een beleidsessay over pers en persbedrijf, Otto Cramwinckel, Amsterdam 1992, ISBN 90-71894-40-1
- Huub Wijfjes: Journalistiek in Nederland 1850–2000. Beroep, cultuur en organisatie. Boom, Amsterdam 2004, ISBN 90-5352-949-7

Versäulte Presse
- Jan de Bas: Een mijter zonder kruis. Sint-Nicolaas in de protestante pers 1945–2000, Uitgeverij Verloren, Hilversum 2003, ISBN 90-6550-770-1
- Mechteld de Coo-Wijgerinck, Otto Lankhorst und Jan Roes: De gezegende pers: Aspecten van de katholieke persgeschiedenis in Nederland tijdens de 19de en 20ste eeuw, Kerckebosch, Zeist 1989, ISBN 90-6720-058-1
- George Harinck, D. Th. Kuiper: Anderhalve eeuw protestantse periodieke pers. Jaarboek voor de geschiedenis van het Nederlands Protestantischme na 1800 jaargang 7, Meinema, Zoetermeer 1999, ISBN 90-211-3745-3
- Gomarius Mes: De katholieke pers van Nederland 1853–1887, St. Paulusvereeniging, Maastricht 1887–1888
- B. van der Ros: Geschiedenis van de Christelijke dagbladpers in Nederland, Kmapen 1993, ISBN 90-242-6865-6
- A.C.J. Vrankrijker: Het wervende woord. Geschiedenis der socialistische week- en dagbladpers in Nederland, Amsterdam 1950

Die Presse während der deutschen Besatzung im Zweiten Weltkrieg und die darauffolgende Säuberung
- Jan Brauer, Jan Driever: Perszuivering. De Nederlandse pers 1944–1951, Fibula van Dishoek, Weesp 1984, ISBN 90-228-4152-9
- Mau Kopuit: Dat heeft mijn oog gezien. Het leven in oorlogstijd in krantenberichten uit de algemene en joodse pers 1940-1945, Kok, Kampen 1990, ISBN 90-242-0929-3
- Hans van den Heuvel, Gerard Mulder: Het vrije woord. De illegale pers in Nederland 1940–1945, SDU, Den Haag 1990, ISBN 90-12-06447-3
- René Vos: Niet voor publicatie: De legale Nederlandse pers tijdens de Duitse bezetting, Sijthoff, Amsterdam 1988, ISBN 90-218-3752-8 (mit deutscher Zusammenfassung)
- Lydia E. Winkel: De ondergrondse Pers 1940–1945, Veen, Amsterdam 1989, ISBN 90-218-3746-3
- R. S. Zimmerman-Wolf: Het woord als wapen. Keur uit de Nederlandse ondergrondse pers 1940–1945. With an English summary., Rijksinstituut voor Oorlogsdocumentatie. Bronnenpublicaties, Diversen Nr. 1, Nijhoff, Den Haag 1952

Andere Zeitabschnitte
- Frank van Vree: De Nederlandse pers en Duitsland 1930–1939, een studie over de vorming van de publieke opinie, Groningen, Historische Uitgeverij, 1989, ISBN 90-6554-081-4

Lesergruppen
- Joan Hemels, Carli Schuit: Recepten en rolpatronen. Nederlandse kranten en hun vrouwelijke lezers, 1888–1988, Het Spectrum, Utrecht 1988, ISBN 90-274-1906-X

### Deutsch
- Joan Hemels, Michael Schmolke (Hrsg.): Katholische Publizistik in den Niederlanden, Schöningh, Paderborn 1977, ISBN 3-506-77909-5
- Hans-Dieter Horn: Das Wort als Waffe. Die illegale Presse in den Niederlanden 1940–1945, Universitäts- und Stadtbibliothek, Köln 1982
- Paul Stoop: Niederländische Presse unter Druck. Deutsche auswärtige Pressepolitik und die Niederlande 1933–1940, Saur, München 1987, ISBN 3-598-20547-3

Literatur zu den einzelnen Zeitungen ist, sofern vorhanden, in den entsprechenden Artikeln aufgeführt.